# Asco
Pour les articles homonymes, voir Asco (homonymie).
Asco est une commune française située dans la circonscription départementale de la Haute-Corse et le territoire de la collectivité de Corse. Elle appartenait à la piève de Caccia.
La station de ski alpin d'Asco-Stagnu, rouverte en 2015 après 23 ans d'interruption, se trouve sur la commune.

## Géographie

### Situation
Asco est une commune de l'ancienne pieve de Caccia, constituée des villages d'Asco, Castifao et Moltifao. Elle fait partie des dix communes du canton de Castifao-Morosaglia. Elle est située dans le parc naturel régional de Corse.
Sa situation encaissée au cœur du massif du Monte Cinto en fit le berceau de l'alpinisme et du ski alpin insulaires, ce qui lui valut parfois le surnom de « Chamonix corse ».

### Relief

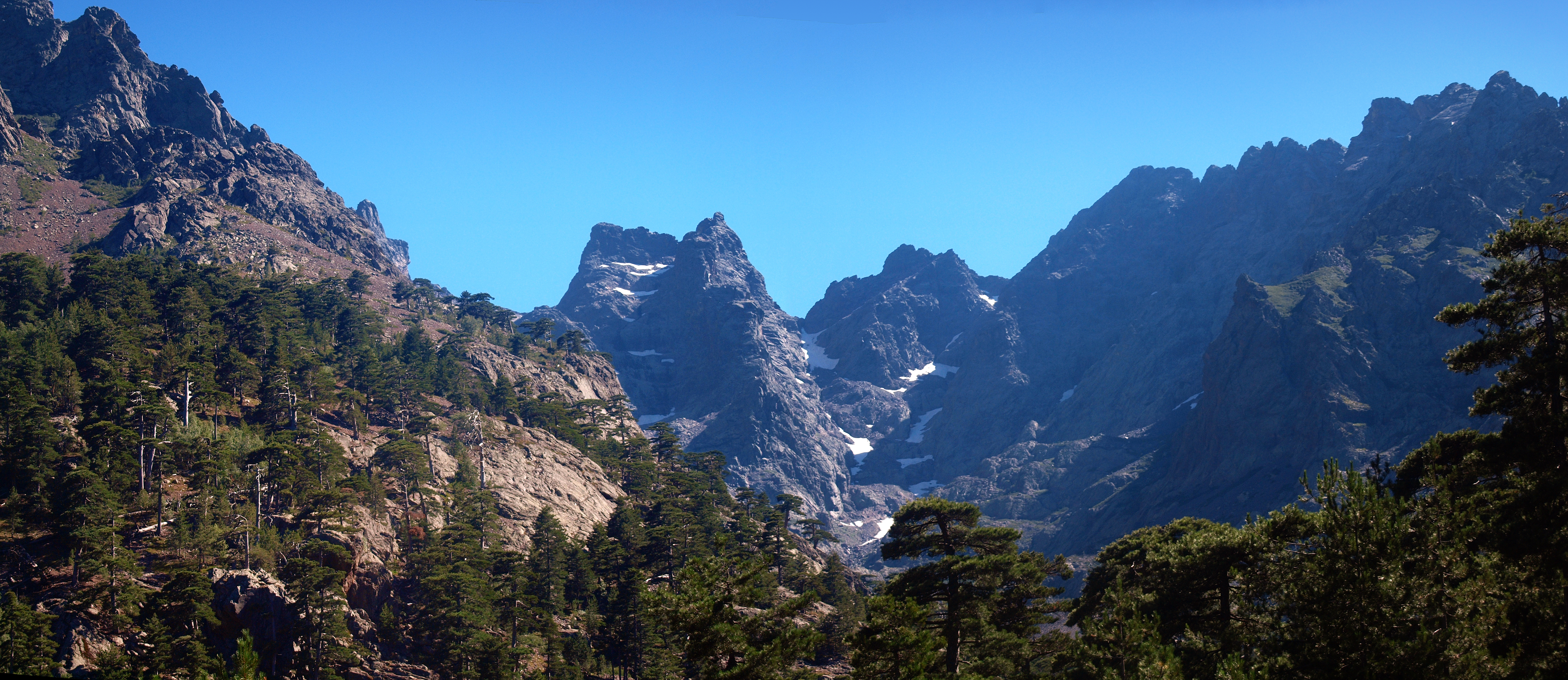
Cirque Trimbolacciu et Capu Larghia.

Asco est avec Moltifao l'un des deux villages occupant la vallée d'Asco. Asco occupe la partie haute de la vallée qui doit son nom à la rivière Asco. Le bassin versant de la rivière est délimité par une chaîne de hautes montagnes comprenant quelques-uns des plus hauts sommets de l'île : Cima a i Mori (2 180 m), Capu Biancu (2 562 m), Capu a u Verdatu (2 583 m), Punta Selolla (2 592 m), Capu Ciuntrone (2 656 m), Monte Cinto (2 706 m) sur le versant occidental duquel elle naît, Pointe des Éboulis (2 607 m), Punta Crucetta (2 499 m), Capu Larghia (2 503 m), Punta Minuta (2 556 m), Punta Missoghiu (2 201 m), Muvrella (2 148 m), Monte Corona (2 144 m), Cima di a Statoghia (2 305 m) et Monte Padro (2 390 m). Elle coule sur la commune jusqu'à sa confluence avec le ruisseau de Cabanne où existe une passerelle. Une autre passerelle située au début des gorges de l'Asco a été détruite par une récente crue.

### Hydrographie

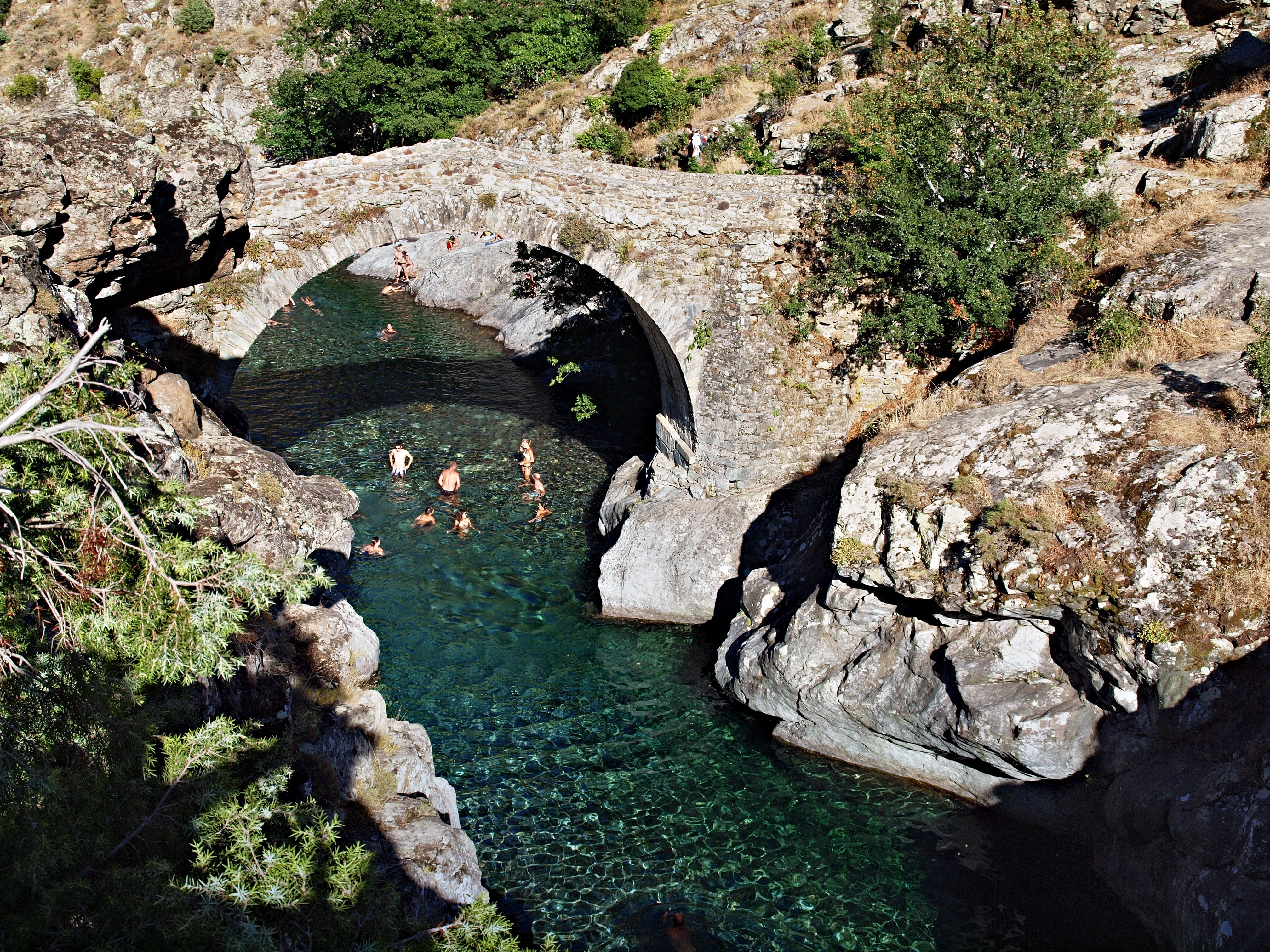
Baignade dans les piscines naturelles de l'Asco.

Le principal cours d'eau est la rivière Asco qui prend sa source sous la Punta Rossa ou Pic Von Cube (2 247 m) sur le territoire communal, sous le nom de ruisseau de Tighiettu, puis, plus en aval, celui de ruisseau de Stranciacone. Il quitte le territoire d'Asco à la passerelle située à la confluence du ruisseau de Cabanne, dans sa partie dite « Gorges de l'Asco ». Cette passerelle à 383 m d'altitude, permet d'accéder au parc aventure existant pour l'accro-branche, via ferrata, etc.
L'Asco reçoit les eaux de nombreux ruisseaux. Treize sont répertoriés sur la commune.
Une centrale électrique a été construite en amont du pont génois d'Asco.
À moins de 400 m « à vol d'oiseau » au nord-ouest du Monte Cinto, se trouve le lac d'Argentu (2 300 m).

### Climat et végétation

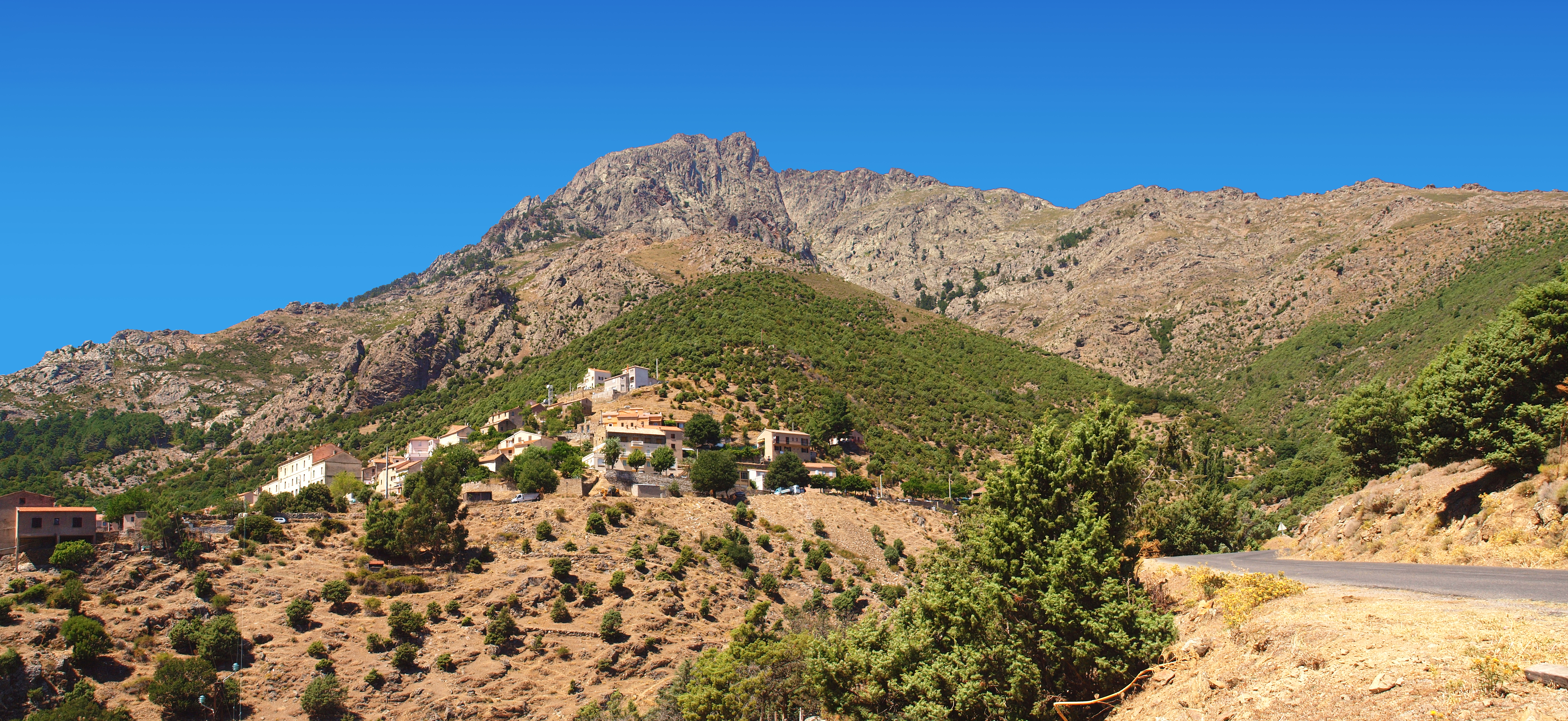
Panorama du village au pied des escarpements du Monte Padro.

Asco offre une gamme de paysages extrêmement riche et variée, dans un monde minéral et cristallin nu dans les remarquables gorges de l'Asco, couverts par un maquis d'une densité quasiment impénétrable sur les hauteurs des gorges, sec et aride avec une forêt de genévriers cades dans les alentours du village et d'épaisses forêts de pins laricio en amont du village. Sous les lignes de crêtes, poussent d'épais buissons d'aulne odorant, u bassu en langue corse, arbuste endémique sans tronc. La remarquable forêt communale d'Asco qui couvre la haute vallée englobe la forêt de Vecchietto et la forêt de Carrozzica plus grande et plus en altitude, toutes deux sur les versants droits de l'Asco. Ces paysages rappellent les hautes vallées alpines. La présence d'une station de ski ne fait que renforcer cette illusion.

### Voies de communication et transports

#### Accès routiers
On pénètre principalement dans la vallée d'Asco par la route D47 (jonction avec la T30 au lieu-dit Ponte Rossu). La D47 est la voie desservant les villages de Moltifao et de Castifao. Pour atteindre Asco et la haute vallée, il faut quitter la D47 en empruntant la route D147 au carrefour de Capanacce. Depuis cette jonction, la D147 dessert le village distant de 12 km, en traversant les gorges de l'Asco. Après avoir traversé la remarquable forêt communale d'Asco, elle se termine en cul-de-sac à la station de ski d'Asco-Stagnu, distante du village de 14 km.
Afin d'améliorer la circulation, la D147 emprunte un itinéraire passant au-dessus le village, le contournant. L'ancienne traversée du village nommée D147a permet de découvrir le village.
On peut aussi arriver dans la vallée d'Asco par la D547 qui relie le Giussani à Castifao.

#### Transports
Il n'existe aucun transporteur routier de personnes et/ou de marchandises. La voie des chemins de fer de la Corse passe à Ponte-Leccia où se trouve une gare.
L'aéroport le plus proche est l'aéroport de Bastia-Poretta et le port de commerce, celui de Bastia.

## Urbanisme

### Typologie
Au 1er janvier 2024, Asco est catégorisée commune rurale à habitat dispersé, selon la nouvelle grille communale de densité à sept niveaux définie par l'Insee en 2022.
Elle est située hors unité urbaine et hors attraction des villes,.

### Occupation des sols
L'occupation des sols de la commune, telle qu'elle ressort de la base de données européenne d’occupation biophysique des sols Corine Land Cover (CLC), est marquée par l'importance des forêts et milieux semi-naturels (99,8 % en 2018), une proportion identique à celle de 1990 (99,7 %). La répartition détaillée en 2018 est la suivante : 
espaces ouverts, sans ou avec peu de végétation (60,1 %), milieux à végétation arbustive et/ou herbacée (30,3 %), forêts (9,4 %), zones agricoles hétérogènes (0,3 %). L'évolution de l’occupation des sols de la commune et de ses infrastructures peut être observée sur les différentes représentations cartographiques du territoire : la carte de Cassini (XVIIIe siècle), la carte d'état-major (1820-1866) et les cartes ou photos aériennes de l'IGN pour la période actuelle (1950 à aujourd'hui).

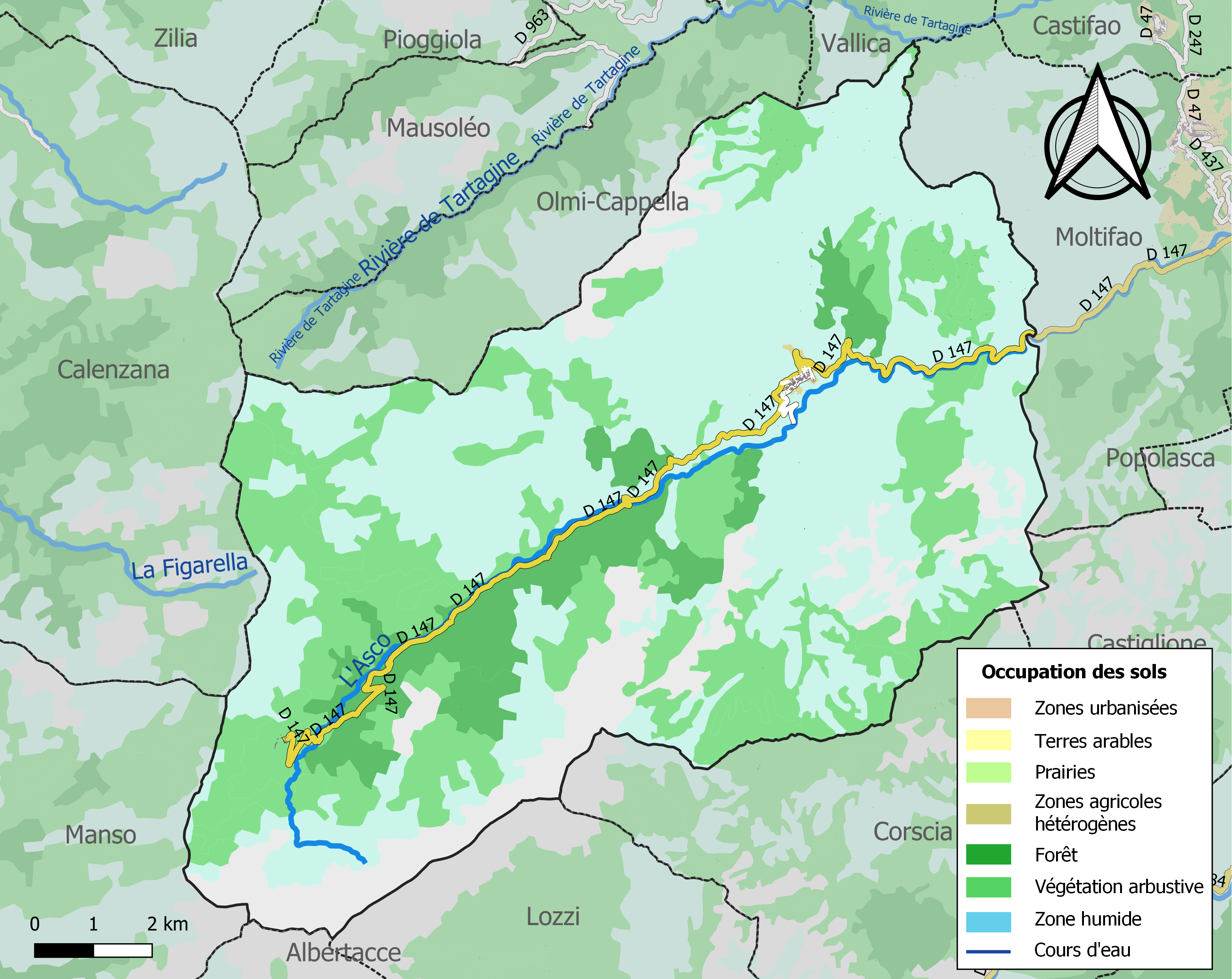
Carte des infrastructures et de l'occupation des sols de la commune en 2018 (CLC).

### Le village
Les gens d'Asco vivent regroupés au village bâti à une altitude moyenne de 600 mètres. Le village date du XIe siècle. Les anciennes habitations dont beaucoup ont été rénovées, sont enserrées dans la partie basse du village où se trouve l'église paroissiale Saint-Michel-Archange au typique clocher ainsi que le monument aux morts qui l'avoisine.
Asco était enclavé jusqu'au milieu du XXe siècle, la première route ayant été ouverte en 1937. Celle menant au Haut-Asco a été ouverte en 1968.

### Haut-Asco
Le Haut-Asco occupe le plateau du Stagno à 1 422 m d'altitude. Il est desservi par la route D147 qui s'y termine en « cul-de-sac ». Cette route, étroite, pentue et sinueuse, est interdite d'accès aux autocars de plus de 11 m de long, à partir de la jonction des routes D47 et D147.
Le site du Haut-Asco est fréquenté en hiver pour sa station de ski ouverte en 1964 (la seconde en Corse après celle de Vergio en 1963). Celle-ci ouvre ses pistes durant de courtes périodes neigeuses. À cet effet, plusieurs chalets, toujours présents, ont été construits dans l'alignement de l'ancien téléski. De violentes intempéries (inondations, coulées de boue) touchant la vallée le 27 septembre 1992 eurent raison des équipements de la station de ski, qui demeura à l'abandon jusqu'en 2015.
La réouverture de la station est effective depuis 2015. Des équipements neufs ont été installés (1 téléski à enrouleurs, 1 tapis roulant et 1 télécorde )  ainsi qu'un écomusée de 250 m2. Un télésiège et plusieurs téléskis dont la construction était prévue pour l'été 2016 devaient permettre à la station d'exploiter l'intégralité de son domaine jusqu'à 2 000 mètres d'altitude, mais rien n'a été fait en avril 2024, la faute à un manque de financement (la commune ne peut payer que 10 % du prix des travaux) et au fait que la neige manquant régulièrement, la mairie hésite à payer pour un investissement peut-être peu fiable.
Le Haut-Asco attire de nombreux visiteurs durant la saison estivale, par les randonneurs pour le refuge Ascu Stagnu du PNRC et son gîte d'étape, et par les touristes pour son site attrayant.

## Histoire

### Moyen Âge
Asco faisait partie de Caccia, pieve d'environ 3 500 habitants (avec Petralba). Vers 1520, les lieux habités étaient la Petrella, Castifao, la Roma, la Paganosa, le Piazze, Moltifao, Cheta, Merezoli, Campolato, lo Borgo, Sevola, Asco, Canavaggia et la Costa.

La commune est restée très longtemps enclavée et sa population vivait en autarcie. Les seules voies existantes étaient des sentiers utilisées déjà au Moyen Âge ; les cours d'eau étaient franchis sur des ponts dits « génois ». Coupés du monde extérieur, les habitants s'étaient organisés en communauté avec des règles de vie uniques en Corse. Ils élisaient déjà démocratiquement un sage chargé de veiller au respect des règles de solidarité et d'égalité.

### Les temps modernes
- 1768 - L'île passe sous administration militaire française. la pieve de Caccia garde son nom.
- 1789 - La Corse appartient au royaume de France. Asco se trouve dans le ressort de la juridiction royale de Corte. Survient la Révolution française qui supprime les juridictions royales. La Constituante divise la France en 83 départements.
- 1790 - Le département de Corse est créé avec Bastia pour préfecture. L'île est partagée en neuf districts (ex-juridictions). Le district est partagé en cantons (ex-pievi), le canton en communes. Les anciennes communautés ou paroisses prennent le nom de communes.
- 1791 - Corte devient chef-lieu du département ; le siège de l’évêché est fixé à Ajaccio.
- 1793 - An II. La Convention par décret du 1er juillet 1793, divise l'île en deux départements : El Golo (l'actuelle Haute-Corse) et Liamone (l'actuelle Corse-du-Sud) sont créés. Asco est dans le canton de Caccia, dans le district de Calvi et dans le département d'El Golo.
- 1801 - Sous le Consulat[Note 2], au Bulletin des Lois, la commune d'Asco passe dans l'arrondissement de Corte, dans le département d'El Golo
- 1805 - Chute d'une météorite de 41 g, qui fut conservée un moment dans l'église. Acquise par la marquis de Drée, qui la revendra a un marchand anglais, elle sera ensuite acquise par le muséum de Vienne.
- 1811 - Les départements d'El Golo et du Liamone sont fusionnés pour former le département de Corse.
- 1828 - Le canton de Caccia devient le canton de Castifao.

### Époque contemporaine
- 1937 - Une première route est construite pour désenclaver Asco et la haute vallée. La route du défilé dans les gorges de l'Asco fut ouverte en 1968.
- 1954 - Asco fait partie du canton de Castifao qui est composé avec les communes d'Asco, Castifao et Moltifao.
- 1973 - Le canton de Castifao-Morosaglia (chef-lieu Morosaglia) est créé avec la fusion imposée des anciens cantons de Castifao et Morosaglia.
- 1975 - L'île est à nouveau divisée en deux départements : Haute-Corse et Corse-du-Sud. Asco se retrouve dans celui de Haute-Corse.
- 2022 - Asco est placée en 3ème place sur le point de l'endettement de la ville par le Journal du Net ( JDN )[10].

## Politique et administration

### Liste des maires
| Période                                  | Période  | Identité               | Étiquette | Qualité                          |
| ---------------------------------------- | -------- | ---------------------- | --------- | -------------------------------- |
|                                          | 1929     | Luc Trojani            | DVG       |                                  |
| 1929                                     | 1977     | Jean-Vitus Guerrini    | DVD       | Chevalier de la Légion d'honneur |
| mars 1977                                | 1983     | Pasquin Massimi        | PS        |                                  |
| mars 1983                                | 2010     | François Franceschetti | DVG       | Enseignant                       |
| mai 2010                                 | En cours | Bernard Franceschetti  | DVG       | Employé ONF                      |
| Les données manquantes sont à compléter. |          |                        |           |                                  |

## Population et société

### Démographie
L'évolution du nombre d'habitants est connue à travers les recensements de la population effectués dans la commune depuis 1800. Pour les communes de moins de 10 000 habitants, une enquête de recensement portant sur toute la population est réalisée tous les cinq ans, les populations de référence des années intermédiaires étant quant à elles estimées par interpolation ou extrapolation. Pour la commune, le premier recensement exhaustif entrant dans le cadre du nouveau dispositif a été réalisé en 2004.

En 2022, la commune comptait 116 habitants, en évolution de −4,92 % par rapport à 2016 (Haute-Corse : +5,15 %, France hors Mayotte : +2,11 %).
| 1800 | 1806 | 1821 | 1831 | 1836 | 1841 | 1846 | 1851 | 1856 |
| ---- | ---- | ---- | ---- | ---- | ---- | ---- | ---- | ---- |
| 673  | 697  | 575  | 701  | 766  | 767  | 817  | 861  | 793  |

| 1861 | 1866 | 1872 | 1876 | 1881 | 1886 | 1891  | 1896 | 1901 |
| ---- | ---- | ---- | ---- | ---- | ---- | ----- | ---- | ---- |
| 824  | 872  | 847  | 872  | 920  | 863  | 1 044 | 795  | 817  |

| 1906 | 1911 | 1921 | 1926 | 1931 | 1936 | 1946 | 1954 | 1962 |
| ---- | ---- | ---- | ---- | ---- | ---- | ---- | ---- | ---- |
| 767  | 732  | 712  | 636  | 703  | 626  | 467  | 427  | 215  |

| 1968 | 1975 | 1982 | 1990 | 1999 | 2004 | 2006 | 2009 | 2014 |
| ---- | ---- | ---- | ---- | ---- | ---- | ---- | ---- | ---- |
| 205  | 171  | 116  | 96   | 134  | 131  | 134  | 126  | 122  |

| 2019 | 2022 | - | - | - | - | - | - | - |
| ---- | ---- | - | - | - | - | - | - | - |
| 115  | 116  | - | - | - | - | - | - | - |

### Manifestations culturelles et festivités
Chaque année, le 29 septembre, jour de la Saint-Michel, la fête du saint du village est célébrée en commençant par une messe en l'église du village suivi d'une procession à travers la rue principale du village.

### Sports

#### Randonnées
- Le sentier de grande randonnée 20 fait une incursion dans la commune d'Asco, entre Bocca di Stagnu (1 990 m) et Bocca Tumasginasca (2 183 m) à (500 m) au nord-ouest de Punta Minuta (2 556 m), pour passer au refuge de Asco Stagnu du PNRC où le bivouac est possible.
- Au départ d'Asco, il est possible de rejoindre le sommet du Monte Cinto avec le sentier de grande randonnée 20, en passant par la passerelle du Tighiettu, le lac d'Argento et la pointe des Éboulis. Cette randonnée est classée comme difficile[15].
- Sentier partant du village d'Asco, qui pénètre dans le Giussani par Bocca di Laggiarello (1 232 m), traverse la forêt de Tartagine-Melaja, longe la Tartagine, franchit Bocca di l'Ondela (1 845 m), emprunte la rive droite du ruisseau de l'Ondella qui prend plus bas le nom de ruisseau de la Tassineta, pour rejoindre la D 147 à la Maison du Mouflon et de la Nature.

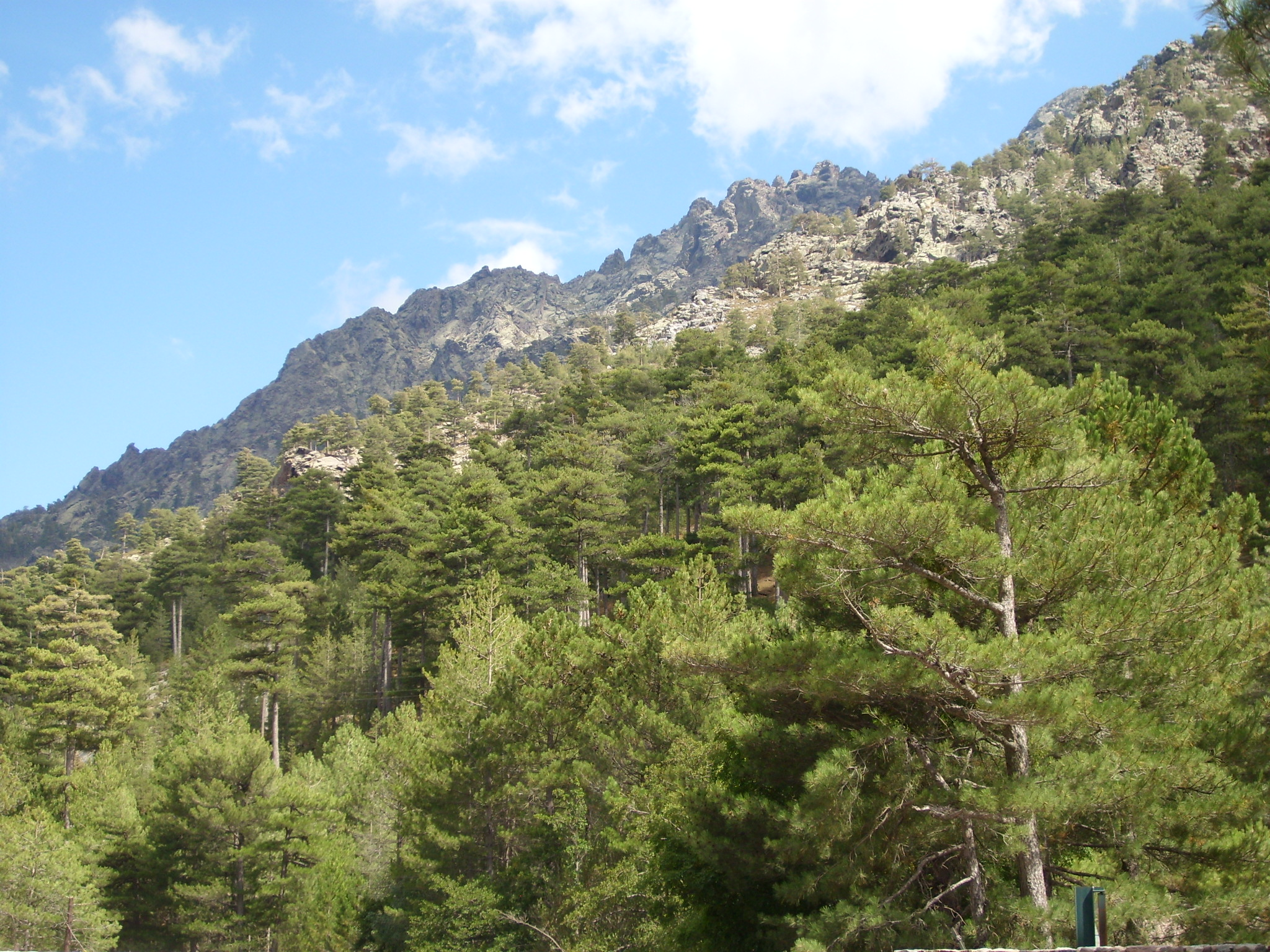
Montagnes dans la vallée de l'Asco.
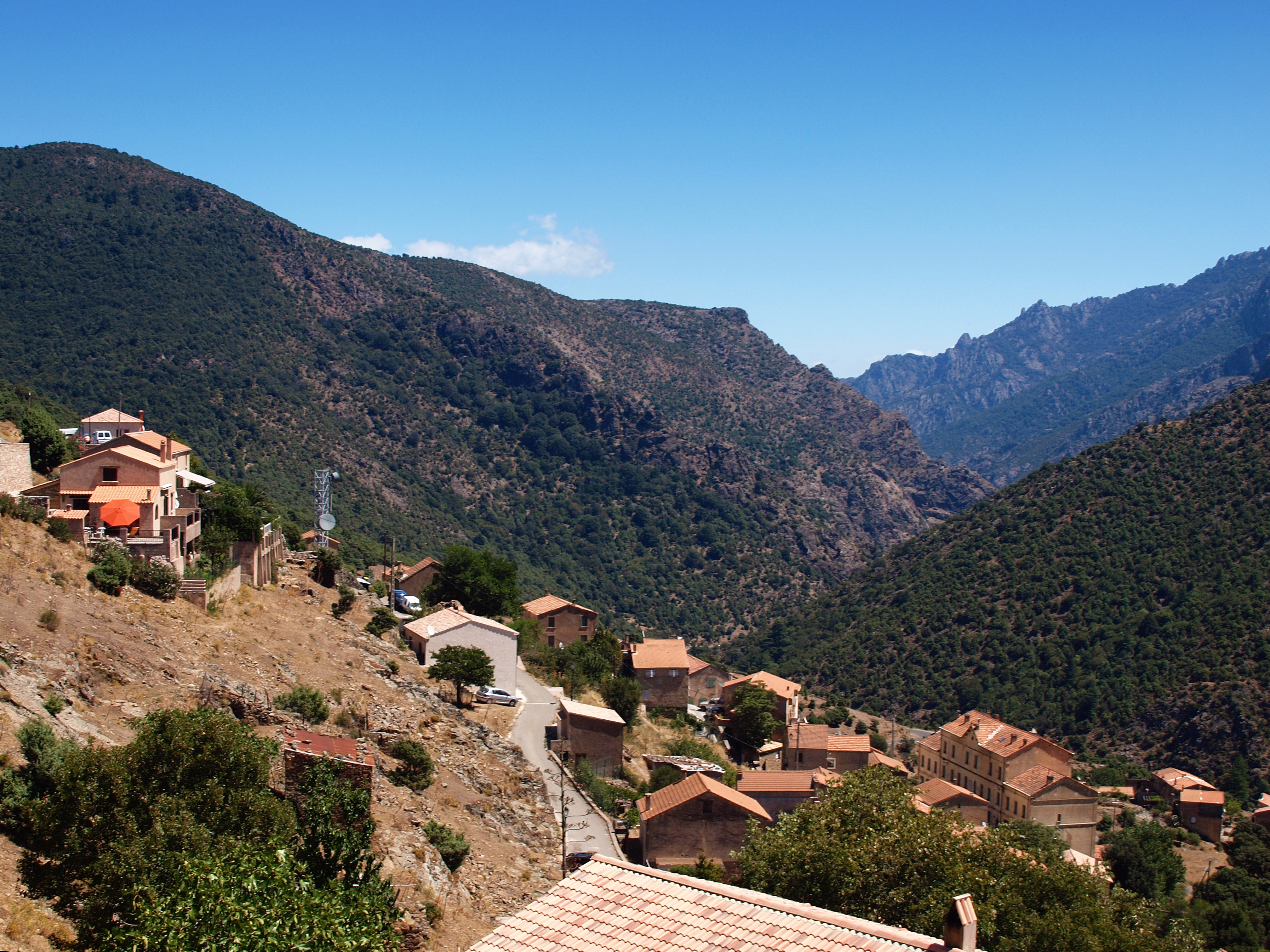
La vallée en amont des gorges.
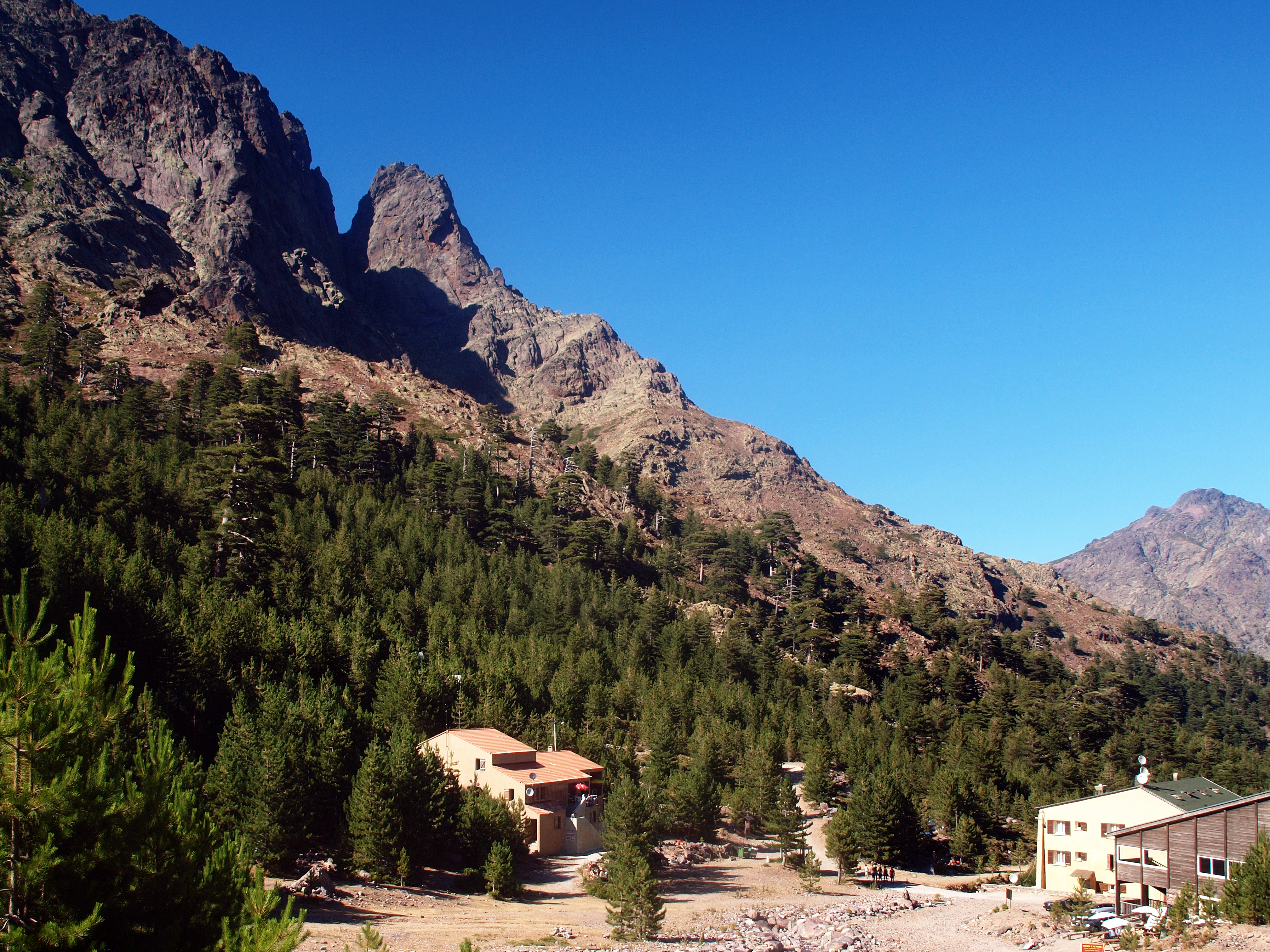
Le plateau du Stagnu.
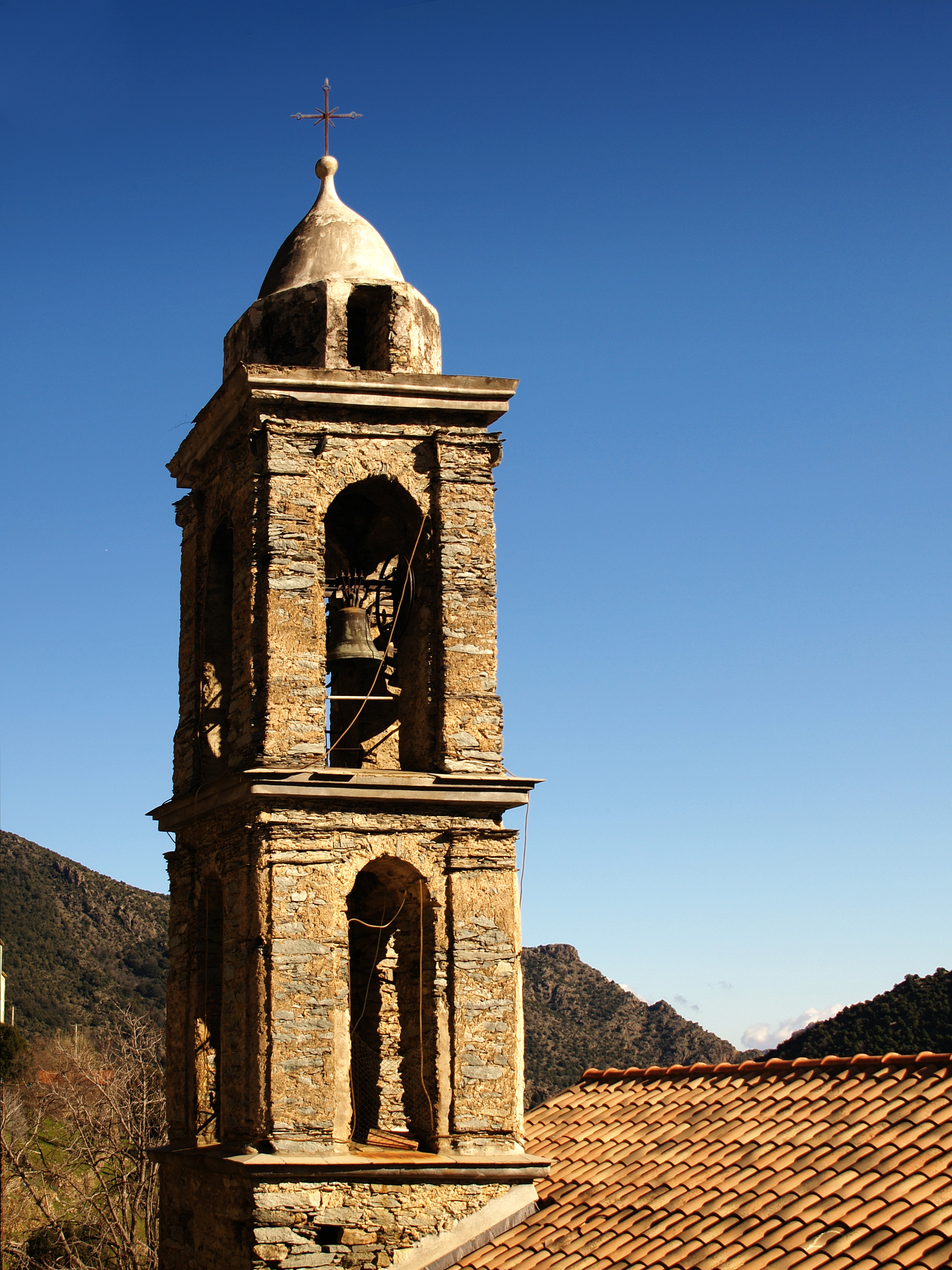
Clocher de l'église Saint-Michel.

## Économie

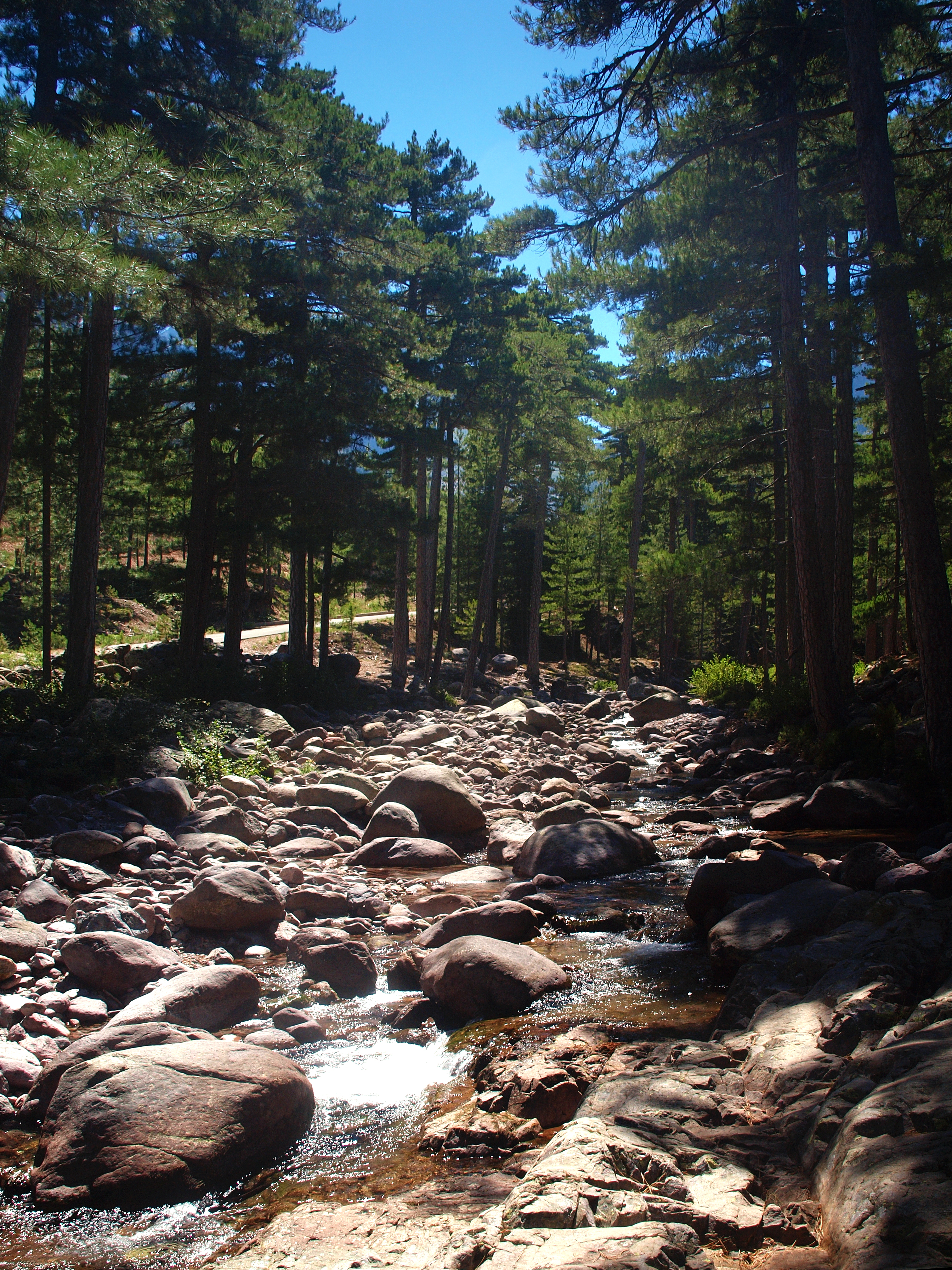
Ruisseau de Stranciacone.

La vallée d'Asco est connue pour sa production ancestrale de couteaux très caractéristiques, la queue du manche représentant une tête de chien stylisée. Il n'y a hélas plus aujourd'hui de fabricant de couteaux dans la vallée, cependant certains couteliers corses réputés continuent à faire vivre la tradition. Asco produisait également dans des fours, de la poix qui était destinée à l'étanchéité des barques en bois de l'époque. La poix était récoltée localement sur les troncs des pins laricio. Cette poix n'est plus produite aujourd'hui.
Outre le pastoralisme, miel, fromages et charcuterie sont des produits sources de revenus pour quelques montagnards.
Avec la relance de la station de ski d'Asco depuis 2015, l'éco-tourisme se développe avec le regain de la fréquentation de la montagne par les vacanciers. Un camping municipal ("Monte Cintu") existe depuis de nombreuses années dans la forêt de Carrozzica, en bordure du ruisseau de Stranciacone. Au milieu des gorges de l'Asco un parc aventure "In Terra Corsa" s'est ouvert pour l'accro-branche, via ferrata, etc. Un hôtel et plusieurs commerces de restauration ouvrent en périodes de ski et estivale pour recevoir, héberger et nourrir les visiteurs.

## Culture locale et patrimoine

### Lieux et monuments
- Monument aux morts, érigé en face à l'église Saint-Michel-Archange.

#### Pont génois d'Asco
Ce pont sur l'Asco date du XVe siècle, époque d'occupation génoise. Il est situé au lieu-dit Lamella à 535 m d'altitude, en contrebas du village. Propriété de la commune, il est inscrit aux Monuments historiques par arrêté du 5 décembre 1984.
Ce pont est accessible par la D 441, petite route sinueuse d'environ un kilomètre de long, qui se termine en cul-de-sac au pont et dont l'embranchement se situe sur la D 147 à la sortie du village en direction d'Asco-Stagnu (distant de 14 km). Il se trouvait sur l'antique chemin qui reliait la vallée au Niolo.
Sous le pont, l'Asco a creusé une immense piscine naturelle très fréquentée par les locaux et touristes en période estivale. Notez qu'à la mi-juin 2010, on a relevé une température de l'eau de 13,7 °C lors d'un prélèvement effectué pour déterminer la qualité des eaux de baignade.

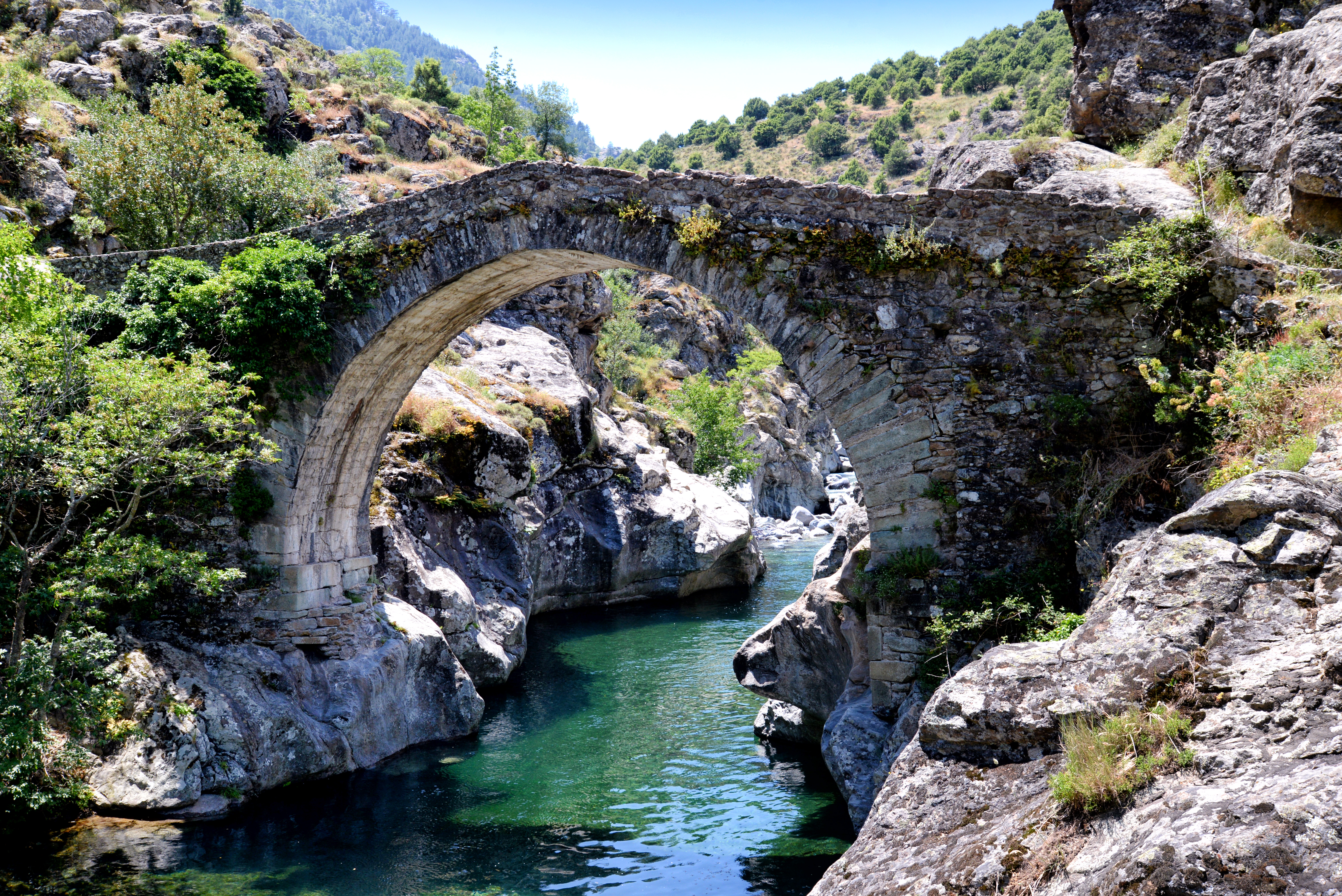
Vue de l'aval.
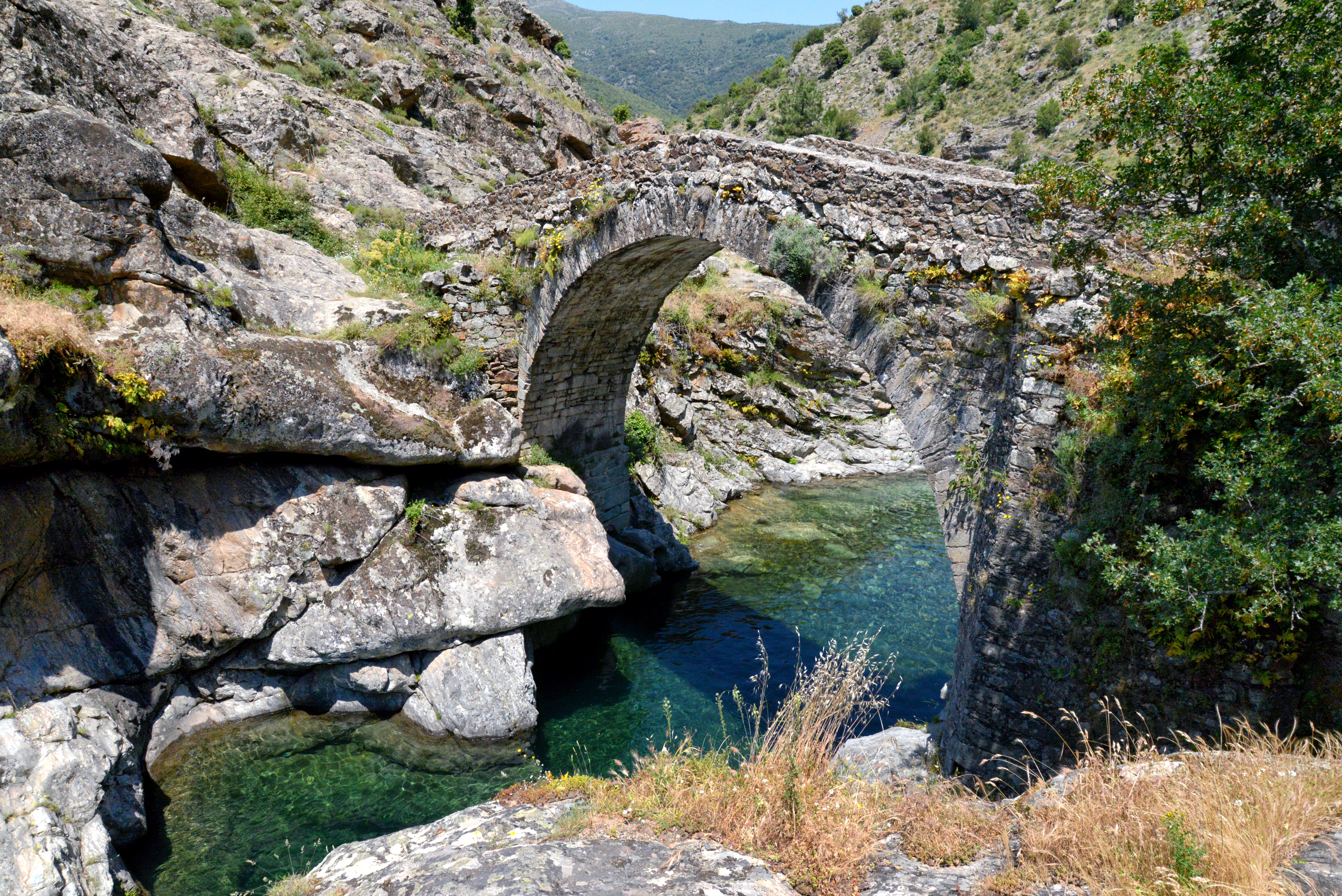
Vue de l'amont.
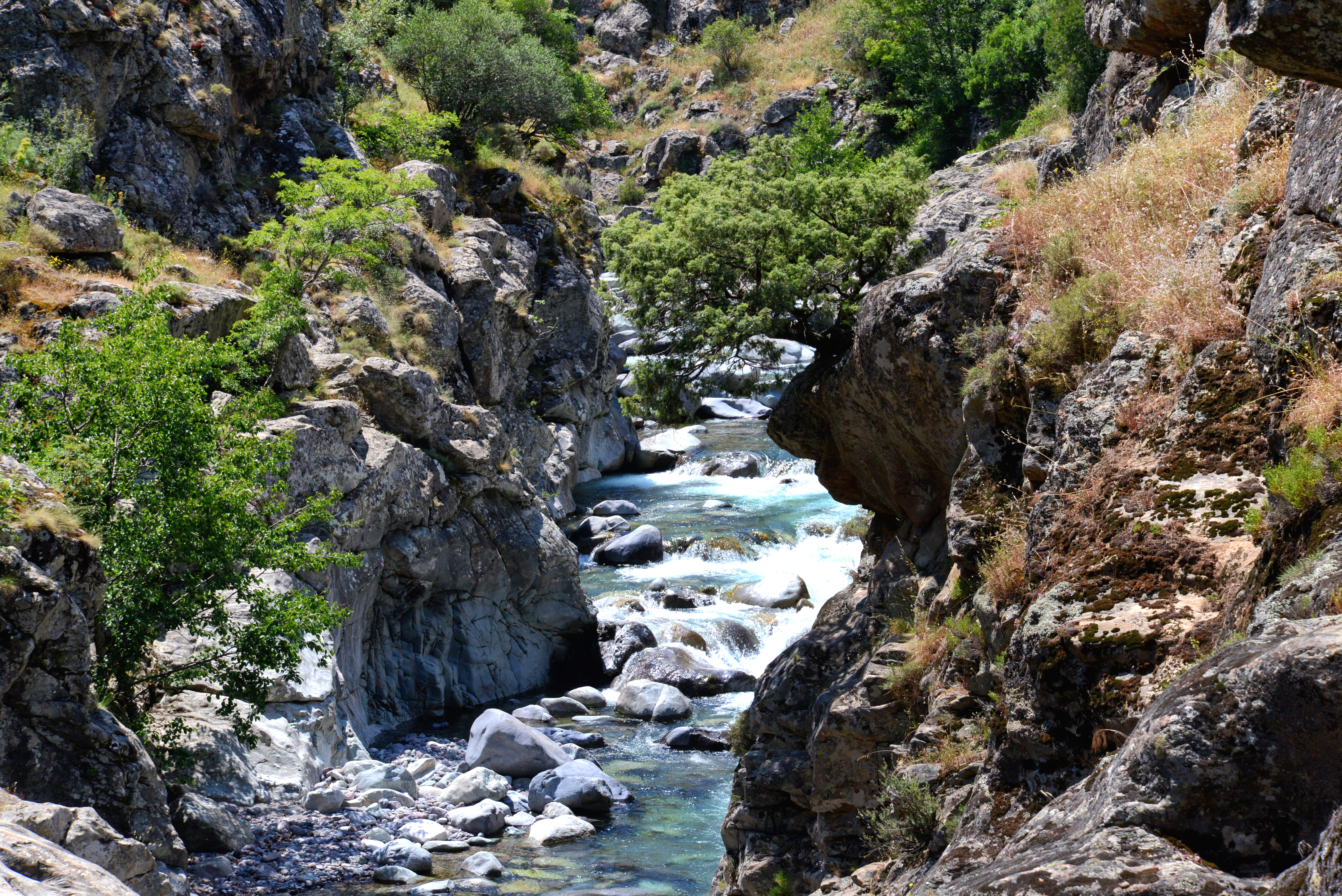
L'Asco en amont du pont.
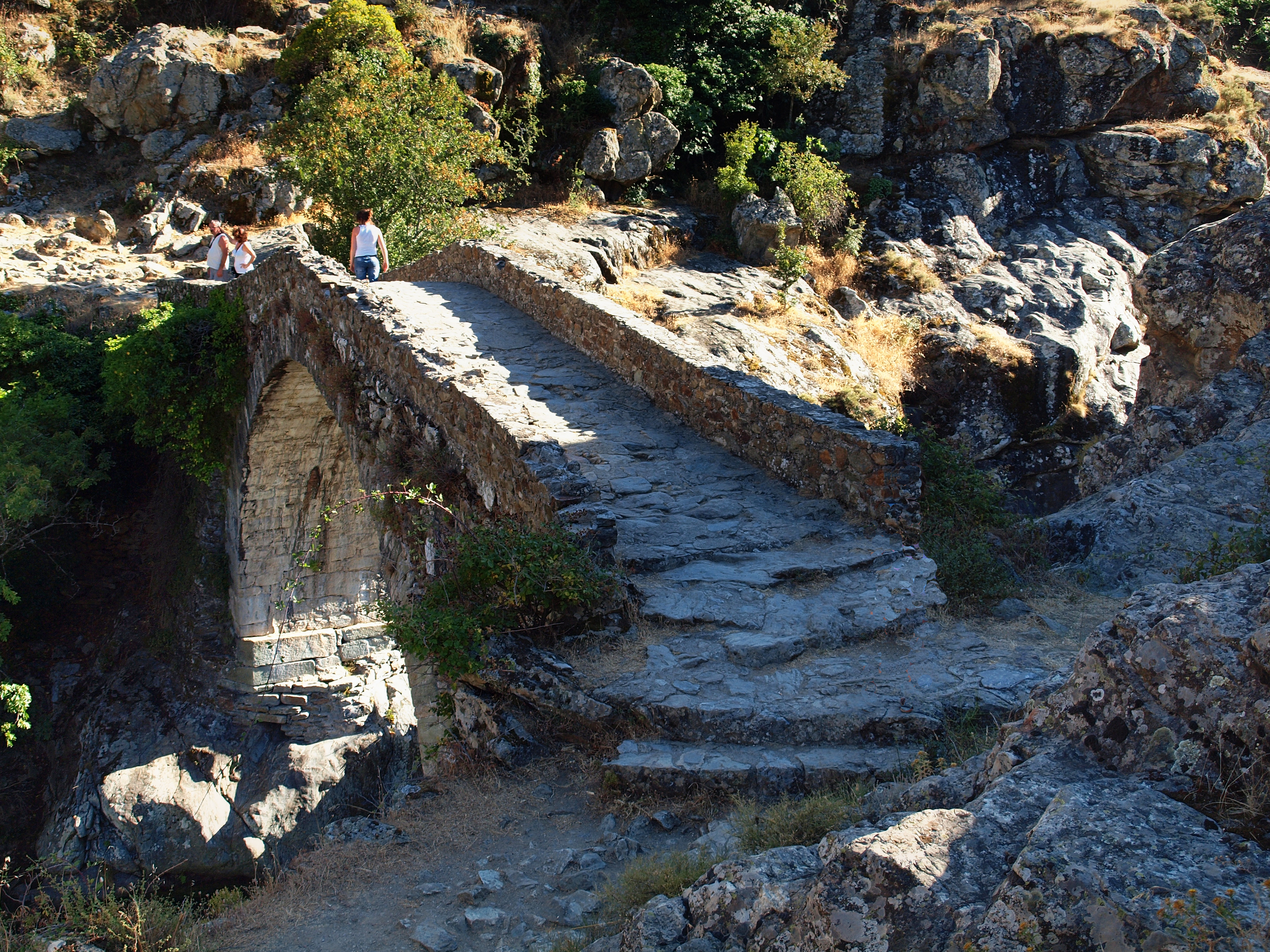
Passage.

#### Église Saint-Michel-Archange

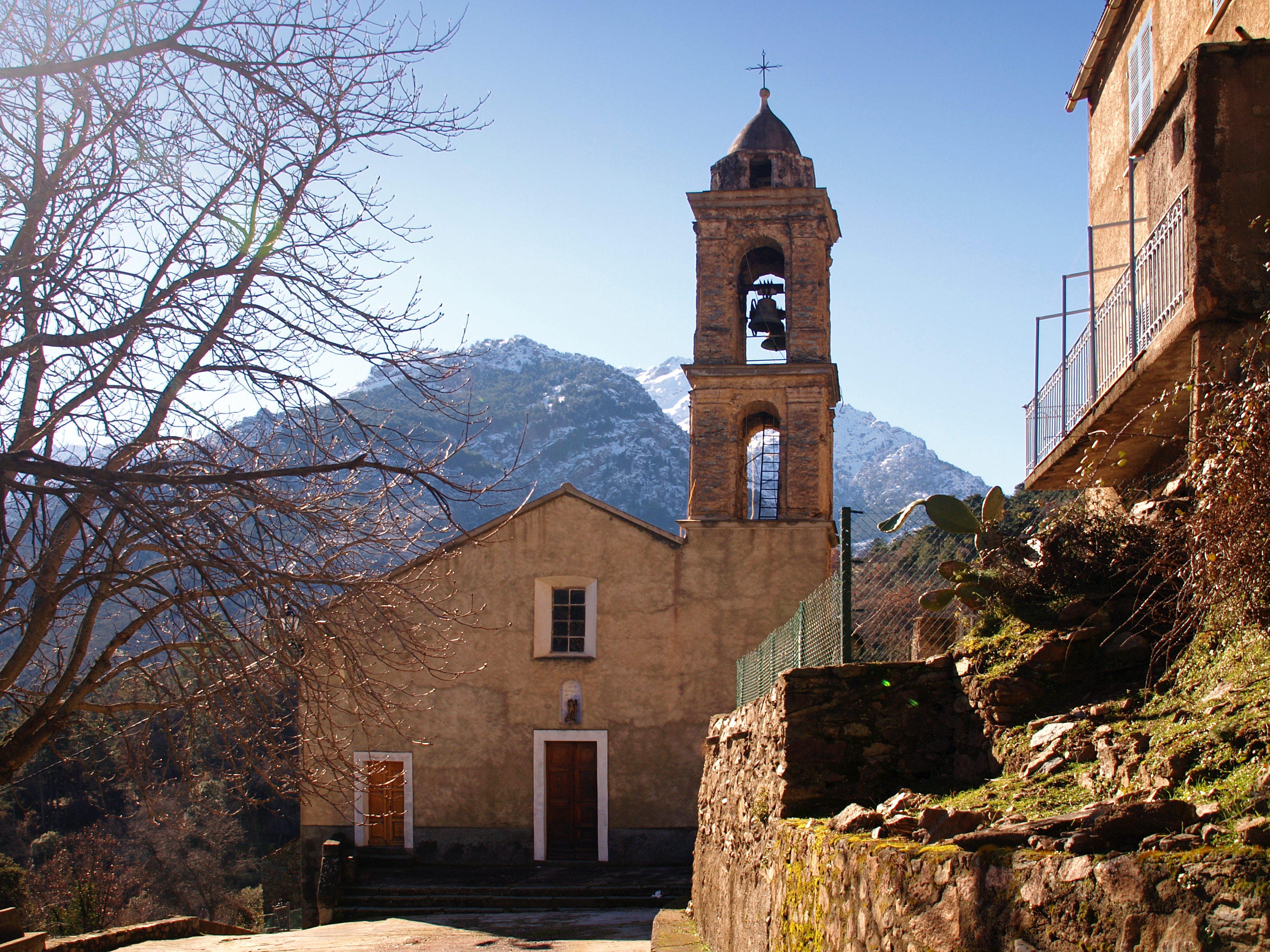
Église Saint-Michel-Archange masquant le Capo Bianco (2562 m).

L'église Saint-Michel-Archange au clocher en pierres apparentes, est située en contrebas de la route intérieure desservant le village et interdite à la circulation sauf aux riverains. Dans la niche située au-dessus de la porte d'entrée se trouve la statue de l'archange saint Michel.

#### Chapelle de Sant'Angelo
La chapelle ruinée de Sant'Angelo est située à 929 mètres d'altitude au nord du village. Elle se trouve sur le parcours d'un sentier de randonnée.

### Patrimoine naturel

#### Parc naturel régional
Asco est une commune adhérente au parc naturel régional de Corse, dans son « territoire de vie » appelé Caccia-Ghjunsani.

#### Réserve de Biosphère, zone centrale Vallée du Fango
La vallée du Fango qui concerne neuf communes dont Asco, pour une superficie de 4 416 ha, a été déclarée réserve de biosphère, zone centrale sous le nom de vallée du Fango (FR6300002).

#### ZNIEFF
Asco est concernée par huit zones naturelles d'intérêt écologique, faunistique et floristique (ZNIEFF) de deuxième génération :
- Chênaie de Vallica (940004205)
- Crêtes et hauts versants asylvatiques du monte Cinto (940004233)
- Cuvette sylvopastorale d'Asco(940004188)
- Forêt d'altitude de Carozzica (940004189)
- Gorges de l'Asco (940004187)
- Pelouses sommitales du monte Cinto (940013188)
- Pont d'Asco (940030398)
- Vallon de la Tassinetta (940004203)

#### Autres
Les gorges de l'Asco sont un défilé remarquable que traverse la D 147 sur près de 6 km, dans un décor sauvage de roche granitique aux parois abruptes. Dans le lit de la rivière, l'Asco a créé de grandes piscines naturelles très fréquentées en période estivale.
La station de ski a rouvert depuis l'hiver 2015-2016 avec de nouveaux équipements. Le plateau d'Asco-Stagnu, terminus de la route D 147, se trouve au pied d'un remarquable site montagneux.

### Personnalités liées à la commune
- Jean-Vitus Guerrini (Asco 1901- Marseille 1983), maire d'Asco 1929-1977, chevalier de la Légion d'honneur.
- Jean Maestrali (Ascu 1903 - L'Île-Rousse 1972), poète[19].
- Antoine-Léonard Massiani (Novella 1816-1888), médecin. Il a publié Viaghiu in Ascu o sia La Cuccagna di Bazzicone[20] en langue corse.
- Antoine Trojani (Asco 1901 - Ajaccio 1991), remarquable écrivain de langue corse. Militant pour l’unification de l’écriture.
- Dominique Marie Grimaldi (dit Minellu) (Asco 1884 - Corte 1965), poète improvisateur de renom[21], connu pour ses "Chiam' è rispondi"[22]